# Radiokarbonmethode
Die Radiokarbonmethode, auch Radiokohlenstoffdatierung, 14C, C14-Datierung oder Radiokarbondatierung bzw. Radiocarbondatierung, ist ein Verfahren zur radiometrischen Datierung kohlenstoffhaltiger, insbesondere organischer Materialien. Der zeitliche Anwendungsbereich liegt etwa zwischen vor 300 und etwa 60.000 Jahren.
Das Verfahren beruht darauf, dass in abgestorbenen Organismen der Anteil an gebundenen radioaktiven 14C-Atomen gemäß dem Zerfallsgesetz abnimmt. Lebende Organismen sind von diesem Effekt nicht betroffen, da sie ständig neuen Kohlenstoff aus der Umwelt aufnehmen, der wieder den normalen Anteil an 14C-Atomen einbringt. Dieser „normale Anteil“ ist trotz des ständigen Zerfalls nahezu konstant, da 14C ständig in der oberen Atmosphäre neu gebildet wird.
Entwickelt wurde die Radiokarbondatierung 1946 von Willard Frank Libby, der für diese Leistung 1960 mit dem Nobelpreis für Chemie ausgezeichnet wurde.
Die Radiokarbondatierung wird in der archäologischen Altersbestimmung, Archäobotanik und Quartärforschung angewandt. Die Beschränkung der Obergrenze im zeitlichen Anwendungsbereich folgt aus Messungenauigkeiten ab der zehnfachen Halbwertszeit und äußeren Faktoren, die auf das zu untersuchende Material Einfluss genommen haben.

## Physikalische Grundlagen

Kohlenstoffkreislauf von ^{14}C

In der Natur kommen drei Isotope des Kohlenstoffs vor: 12C, 13C, 14C. Isotopenuntersuchungen zeigen, dass der Anteil am Gesamtkohlenstoffgehalt in der Luft für 12C etwa 98,89 %, für 13C etwa 1,11 % und für 14C etwa 1,25·10−10 % beträgt. Auf rund 1 Billion 12C-Kerne kommt so statistisch nur ein einziger 14C-Kern. Im Gegensatz zu 12C und 13C ist 14C nicht stabil und wird deswegen auch Radiokohlenstoff genannt.

### Entstehung von14C
14C wird ständig durch Kernreaktionen in den oberen Schichten der Erdatmosphäre neu gebildet. Wenn die kosmische Strahlung auf Atome der Atmosphäre trifft, werden durch Spallation Neutronen freigesetzt. Wenn das in der Atmosphäre mit Abstand häufigste Isotop, das Stickstoff-Isotop 14N, von einem solchen Neutron getroffen wird, so kann die Kernreaktion 14N(n,p)14C erfolgen, in der dieses Neutron eingefangen und dafür ein Proton abgespalten wird. Dadurch entsteht aus dem 14N-Kern ein 14C-Kern:
{\displaystyle {}_{\ 7}^{14}\mathrm {N} +{}_{0}^{1}\mathrm {n} \rightarrow {}_{\ 6}^{14}\mathrm {C^{*}} +{}_{1}^{1}\mathrm {p} }

### Zerfall von14C
14C zerfällt mit einer Halbwertszeit von 5730 ± 40 Jahren (sog. „Cambridge-Halbwertszeit“) durch β−-Zerfall zu 14N, einem Elektron und einem Antineutrino:
{\displaystyle {}_{\ 6}^{14}\mathrm {C} \rightarrow {}_{\ 7}^{14}\mathrm {N} +\mathrm {e} ^{-}+{\bar {\nu }}}
Innerhalb dieser Zeit verteilt sich der Radiokohlenstoff weiträumig, siehe Kohlenstoffkreislauf.

### Gleichgewichtskonzentration
Neubildung und Zerfall bilden ein Fließgleichgewicht. Die relative Gleichgewichtskonzentration von Radiokohlenstoff hängt ab von der Neubildungsrate, von der Halbwertszeit des Zerfalls und von der Menge des Kohlenstoffs, der auf dieser Zeitskala in Kontakt mit der Atmosphäre ist, wo Kohlenstoff in Form von CO2 vorliegt. Die Schwankungen dieses Anteils werden unten im Abschnitt Zeitliche Schwankungen beschrieben.

### Start der Uhr durch Fixierung
Dieser Kohlenstoff wird von Pflanzen aufgenommen, siehe Kohlenstoffdioxid-Fixierung, und mehr oder weniger dauerhaft gelagert oder gleich in die Nahrungskette eingebracht. Bei diesen Prozessen findet eine sehr geringe Fraktionierung nach der Isotopenmasse statt (siehe unten), der Anteil an Radiokohlenstoff in Lebewesen ist also zunächst fast so wie in der Atmosphäre. Ab dem Zeitpunkt der Fixierung sinkt der Anteil aber nach dem Zerfallsgesetz:
{\displaystyle \left({\frac {{}^{14}\mathrm {C} }{{}^{12}\mathrm {C} }}\right)={\left({\frac {{}^{14}\mathrm {C} }{{}^{12}\mathrm {C} }}\right)}_{\text{Luft}}\cdot e^{-\lambda _{14}t}\quad {\text{mit}}\quad \lambda _{14}=1{,}21\cdot 10^{-4}\,{\frac {1}{\mathrm {a} }}}
So ist das Verhältnis zwischen 14C und 12C eines organischen Materials ein Maß für das Alter seit der Kohlenstoffdioxid-Fixierung. Auch in anorganische Stoffe kann Radiokohlenstoff gelangen. Ein Beispiel ist das Carbonat in Schalen von Muscheln. Deren Radiokohlenstoffalter ist das der Schalen zuzüglich des Alters des Kohlenstoffs beim Einbau in die Schale plus einer etwas größeren Korrektur für Fraktionierung. Ein weiteres Beispiel ist Radiokohlenstoff in Legierungen über bei ihrer Herstellung verwendete Holzkohle. Das 14C-Alter zeigt dann den Zeitpunkt der Herstellung an, zuzüglich des Alters des verwendeten organischen Kohlenstoffs.
Die Radiokarbondatierung ist somit die Messung des Verhältnisses der Mengen der Kohlenstoff-Isotope 14C zu 12C einer Probe sowie eines Standards, der das Verhältnis zu Beginn der Alterung repräsentiert. Der 14C-Gehalt einer Probe kann entweder durch Zählung der zerfallenden 14C-Kerne im Zählrohr, im „Flüssigkeits-Szintillations-Spektrometer“ oder durch Zählung der noch vorhandenen 14C-Kerne mit der Beschleuniger-Massenspektrometrie bestimmt werden. Letztere Methode benötigt weniger Material als die ersten beiden, ist dafür aber aufwändiger und teurer.

## Ablauf der Untersuchung
Die Durchführung erfordert neben der Anwendung der Physik auch zahlreiche Schritte mit Hilfe der angewandten Chemie, um die Probe mit einem Zählrohr (nach Libby), der „Flüssigszintillationsspektrometrie“ oder mit dem Verfahren der Beschleuniger-Massenspektrometrie untersuchen zu können. Die folgende Darstellung des Untersuchungsvorgangs ist sehr stark vereinfacht.

### Chemische Vorbereitungen der Probe
Das zu untersuchende organische Material muss zu reinem Kohlenstoff reduziert werden, um eine Bestimmung durchführen zu können. Viele andere Stoffe müssen also aus der Probe vorher entfernt werden. Im Folgenden wird beispielhaft die Vorbereitung von Holz (ohne Nadelhölzer) dargestellt, wie sie in entsprechenden Laboratorien gebräuchlich ist.
Die Probe wird über Nacht in 4 % Natronlauge bei 60 °C (Wasserbad) gekocht. Am nächsten Tag erfolgt eine Säure-Lauge-Säure-Behandlung (4 % Salzsäure 30 min, 3 mal 4 % Natronlauge 1 Stunde, 4 % Salzsäure 1 Stunde). Bei Proben, die sehr genau gemessen werden müssen (z. B. bei Kalibrierungen), wird das Holz auf Zellulose reduziert, wobei nach dem zweiten Laugeschritt die Lauge durch Natriumchloritlösung (mit Salzsäure gemischt bis pH 3) ersetzt wird.
Das erhaltene reine Zellulosematerial wird mit Kupfer(I)-oxid und Silber in einer evakuierten Quarzampulle hoch erhitzt. Hierbei verbrennen die organischen Bestandteile zu CO2, Stickstoffoxid, Schwefeloxid und Halogenverbindungen. Das Silber bindet das Schwefeloxid und die Halogenverbindungen.
Das CO2 kann nun mit einem Zählrohr gemessen werden, oder es wird für die Flüssigszintillationsspektrometrie in Benzol umgewandelt, oder es wird mit Wasserstoff an Eisenpulver zu Graphit reduziert, um anschließend eine 14C-Bestimmung mittels der Beschleuniger-Massenspektrometrie (AMS) durchzuführen.

### Zählrohrmethode nach Libby
Die klassische Methode für Radiokohlenstoffmessungen, wie sie schon von Libby benutzt wurde, ist der direkte Nachweis des radioaktiven Zerfalls in einem Zählrohr. Hierbei wird als Zählgas das aus der Probe durch Verbrennung gewonnene CO2 verwendet. Aufgrund der langen Halbwertszeit und der geringen Häufigkeit von 14C beträgt die Aktivität eines Mols modernen Kohlenstoffs nur etwa 3 Zerfälle pro Sekunde. Um eine Genauigkeit von 40 Jahren zu erreichen, müssen aber insgesamt mehr als 40.000 Zerfälle gezählt werden. Um eine hohe Präzision der Messung zu erzielen, sind also, neben einer guten Abschirmung des Zählrohres gegen die natürliche Strahlung, relativ große Probenmengen (bis zu 1 kg des Ausgangsmaterials) und eine lange Messdauer erforderlich. Da bei sehr alten Proben nur noch sehr wenig 14C enthalten ist, können diese nur entsprechend unsicher gemessen werden. Bei einem Probenalter von etwa 50.000 Jahren gilt mit einer Unsicherheit von ±5000 Jahren die Nachweisgrenze als erreicht.

### Flüssigszintillationsspektrometrie
Eine sehr verbreitete Methode der Messung des radioaktiven Zerfalls von 14C ist die Flüssigszintillationsspektrometrie. Der zu datierende Kohlenstoff wird dazu in einer Vakuumlinie über mehrere Zwischenstufen in Benzol umgewandelt. Diesem wird anschließend ein organischer Szintillator beigemischt. Der Szintillator wandelt die Energie der beim Zerfall von 14C freigesetzten Elektronen in Lichtpulse um. Diese werden dann im Spektrometer von hochempfindlichen Photomultipliern verstärkt und gezählt. Dieses Verfahren besitzt gegenüber der Zählrohrmethode den Vorteil, dass mehr Kohlenstoff in der Messkammer untergebracht werden kann. Dadurch sind bei gleicher Genauigkeit kürzere Messzeiten möglich. Außerdem sind für die Radiokarbondatierung optimierte Spektrometer kommerziell erhältlich, während die Zählrohre Eigenentwicklungen der jeweiligen Labore sind.

### Beschleunigermassenspektrometrischer Nachweis
Durch die Entwicklung der Beschleuniger-Massenspektrometrie (AMS), die Methoden der Massenspektrometrie und kernphysikalische Untersuchungsmethoden miteinander vereinigt und so die Messung kleinster Isotopenverhältnisse bis zu 10−15 ermöglicht, wurde Ende der 1970er Jahre der direkte Nachweis von 14C-Atomen möglich, ohne erst deren Zerfall abwarten zu müssen. Deshalb können mithilfe dieser Methode auch weitaus kleinere Probemengen als bei Messungen mit der Zählrohrmethode verwendet werden, was der Radiokarbonmethode ganz neue Anwendungsgebiete erschloss. Die typische Größe einer Probe für die Beschleuniger-Massenspektrometrie beträgt etwa 1 mg; mit dieser Probenmenge können innerhalb einer Messzeit von etwa einer Stunde 40.000 14C-Atome einer modernen Probe nachgewiesen bzw. eine relative Unsicherheit von 0,5 % erreicht werden, was einer absoluten Unsicherheit von 40 Jahren entspricht.
Im Gegensatz zur Zählrohrmethode ist hierzu allerdings eine weitaus aufwendigere und teurere Technik erforderlich.

## Methodische Randbedingungen

### Nachweisgrenze
Eine frische Kohlenstoff-Probe enthält nur etwa 1 Teil pro Billion (ppt) 14C-Atome. Auf 1012 Atome des Isotops 12C kommt also ein 14C-Atom. So enthält beispielsweise eine Tonne Kohlenstoff lediglich 1 µg 14C.
Die Nachweisgrenze von 14C liegt bei 1 Teil pro Billiarde (ppq), entsprechend einer Konzentration von etwa einem Tausendstel der Menge an 14C in einer frischen Probe, und wird durch Beschränkungen der Messgeräte sowie in sehr geringen Mengen vorhandenes „Untergrund-14C“ aus anderen Quellen bestimmt. Durch den radioaktiven Zerfall nimmt die Menge von 14C mit der Zeit ab. Nach 10 Halbwertszeiten, das sind ca. 57.300 Jahre, liegt der Anteil unterhalb der Nachweisgrenze.  Die Radiokarbonmethode ist daher nur für jüngere Proben anwendbar. Für die Altersbestimmung erdgeschichtlicher Fossilien z. B. in Bernstein, Braunkohle, Steinkohle oder Diamanten ist sie unbrauchbar (hier kann z. B. die Kalium-Argon-Datierung verwendet werden).

### Messgenauigkeit
Wie bei jeder physikalischen Messung hat die Messunsicherheit einen statistischen und einen systematischen Teil.
Die statistische Unsicherheit ist die des Isotopenverhältnisses. Dazu trägt zum Beispiel bei der Zählrohrmethode die statistische Natur des radioaktiven Zerfalls bei. Sie wird vom Labor in der leicht lesbaren Form ±n Jahre als einfache Standardabweichung angegeben.
Zusätzlich müssen die in den nächsten Abschnitten beschriebenen Fehlerquellen durch Korrektur um den wahrscheinlichen Betrag der Abweichung und Angabe ihrer Unsicherheit berücksichtigt werden. Insbesondere sind dies:
- Alle Verfälschungen bei der Reinigung und Aufbereitung der Probe (eher vernachlässigbar).
- Alle Verfälschungen von der Entstehung der Probe bis zum Fund heute.
  - Aus im Wasser gelösten Salzen fällt in Knochen Dolomit aus und wird bei den für die Säurereinigung üblichen Temperaturen nicht vollständig gelöst. Ins Wasser gelöst wurden diese Karbonate vorher als Hydrogenkarbonate mit Kohlendioxid aus der Atmosphäre. Sehr alte Knochenproben (älter als 20.000 Jahre) werden oft erheblich zu jung gemessen.
- Alle Abweichungen im Kohlenstoffalter der Probe vom Alter der zu bestimmenden Schicht.
- Alle rein statistischen Schwankungen zwischen scheinbar gleichen Proben aus demselben Fundkontext.
- Alle Abweichungen der 14C-Konzentration des Probenmaterials zur Lebenszeit von der Umgebungsluft.
  - Vor allem Meerestiere und -pflanzen nehmen teilweise Kohlenstoff auf, der aus gelöstem Kalkstein oder aufsteigenden Strömungen aus der Tiefsee stammt, und werden erheblich zu alt gemessen (Reservoireffekt).

### Berücksichtigung der Fundsituation
Die 14C-Methode misst den Zeitpunkt, zu dem der Kohlenstoff der Atmosphäre oder dem Wasser entnommen wurde. Das ist nicht notwendigerweise auch die Zeit, zu der die archäologische Schicht abgelagert wurde. Für eine korrekte Datierung muss der Zusammenhang zwischen dem Abschluss des Kohlenstoff-Isotopensystems in der Probe von der Umwelt und dem zu datierenden historischen Ereignis hergestellt werden. Z. B. kann eine Eiche ein Alter von etlichen Jahrhunderten erreichen. Die 14C-Untersuchung eines Gegenstandes aus ihrem zentralen Kernholz misst daher nicht den Zeitpunkt, zu dem der Baum gefällt wurde, sondern ein höheres Alter. Hier kann die Dendrochronologie zuverlässige Vergleichswerte liefern. Bei der Datierung der Überreste kurzlebiger Pflanzenteile wie Pflanzensamen spielt dieses Problem im Vergleich zur Größenordnung der Messgenauigkeit keine Rolle.

### Libby- und Cambridge-Halbwertszeit
Libbys Team hatte bei der Entwicklung der Radiokarbondatierung für 14C eine Halbwertszeit von 5568 ± 30 Jahren verwendet, nach Auswertung aller zum damaligen Zeitpunkt verfügbaren Messergebnisse. Durch spätere Messungen wurde dieser Wert 1962 revidiert zu 5730 ± 40 Jahren. Weitere Messungen bestätigten diesen Wert mit einer weiter verbesserten Genauigkeit, so dass ab 1990 eine Zerfallszeit von 5715 ± 30 Jahren empfohlen wurde.
Da bereits eine ganze Reihe von Datierungsergebnissen publiziert worden war, einigte man sich darauf, wegen der Vergleichbarkeit von Datierungsergebnissen weiterhin den zuerst benutzten Wert zu verwenden („Libby-Halbwertszeit“) und das Ergebnis dann als „konventionelles 14C-Alter“ zu bezeichnen. Gegenüber der Verwendung des revidierten Wertes („Cambridge-Halbwertszeit“) ergibt sich außerdem nur ein Faktor von 1,026. Wenn es auf die Bestimmung von Kalenderdaten ankommt, wird dies natürlich, zusammen mit den anderen dann noch notwendigen Korrekturen, berücksichtigt.

## Zeitliche Schwankungen des atmosphärischen14C/12C-Verhältnisses

### Natürliche Schwankungen
Natürliche zeitliche Schwankungen des 14C/12C-Verhältnisses wurden erstmals 1958 durch Hessel de Vries nachgewiesen, indem er zeigte, dass sich das 14C/12C-Verhältnis zwischen dem 16. und dem 19. Jahrhundert um etwa 2 % änderte. Hauptsächlich drei Faktoren spielen für die natürlichen Schwankungen eine bedeutende Rolle.

Schwankungen der Sonnenfleckenzahl über der Zeit

- Dies sind zum einen die Modulation der kosmischen Strahlung durch die Sonnenaktivität, welche die Produktionsrate beeinflusst und kurzfristige Schwankungen, auch Wiggle- oder DeVries-Effekt genannt, verursacht.
- Daneben wird die 14C-Produktionsrate auch durch Veränderung des geomagnetischen Dipolfeldes um bis zu einem Faktor drei beeinflusst. Dies spielt auf Zeitskalen größer als hundert Jahre eine Rolle.
- Des Weiteren trägt der Kohlenstoffaustausch zwischen verschiedenen irdischen Kohlenstoffreservoirs und der Atmosphäre zur Schwankung des atmosphärischen 14C/12C-Verhältnisses bei.

Weiter werden manchmal singuläre Ereignisse wie etwa nahe Supernovaexplosionen diskutiert.
Durch Messungen, die zur Aufstellung der INTCAL98 Kalibrierkurve führten, aber auch durch einige zeitlich weiter zurückführende Messungen, die beispielsweise auf maritimen Sediment-Bohrkernen aus dem Cariaco-Becken (vor der Nordküste Venezuelas) beruhen, konnte inzwischen die Abweichung des 14C/12C-Verhältnisses vom heutigen Wert bis zu 48.000 Jahren zurückverfolgt werden. Dabei zeigt sich, dass neben den kurzfristigeren Schwankungen ein genereller Anstieg des 14C (= Abweichung vom heutigen 14C/12C-Verhältnis in ‰) auf Werte bis zu über 800 ‰ (Cariaco-Daten) zu einer Zeit vor etwa 40.000 Jahren BP erreicht werden, was einer Abweichung zwischen Radiokohlenstoffalter und Kalenderalter von etwa 5.000 Jahren entspricht. Zwischen 40.000 und 42.000 Jahren BP fällt das 14C abrupt auf heutige Werte ab und schwankt zwischen etwa 0 und −200 ‰ im Zeitraum zwischen 42.000 und 50.000 Jahren BP. Neben dem Maximum vor 40.000 Jahren gibt es noch kleinere Nebenmaxima vor 34.000, 29.000 und 17.000 Jahren BP. Andere Datensätze (Sedimente aus dem Suigetsu-See, Bahamas Speläothem) zeigen gleiche Strukturen, weisen aber für Zeiten vor 25.000 Jahren Offsets im Vergleich zu den Daten aus dem Cariaco-Bohrkern auf, die umgerechnet in Radiokohlenstoff-Jahre in der Größenordnung von etwa 1.000 Jahren liegen.
Der Vergleich dieser Daten mit berechneten Produktionsraten, in die publizierte Änderungen des geomagnetischen Feldes über den entsprechenden Zeitraum eingingen, zeigt, dass die langfristigen Änderungen und die gefundenen Peaks sich im Allgemeinen gut durch Änderungen des Erdmagnetfeldes erklären lassen, wobei auch reduzierte Kohlenstoffsenken während Vereisungszeiten und andere Änderungen des Kohlenstoffzyklus eine Rolle zu spielen scheinen. Die Peaks vor 34.000 und 40.000 Jahren stimmen zeitlich gut mit Peaks der Radionuklide 36Cl und 10Be überein, die in Eisbohrkernen nachgewiesen wurden. Für kurzzeitige Schwankungen konnte eine Korrelation mit der Sonnenaktivität und der Temperatur der nördlichen Hemisphäre nachgewiesen werden. Die 14C-Produktionsraten sind dabei niedriger, wenn die Sonnenaktivität (Sonnenflecken) hoch ist.

### Suess-Effekt
Der Suess-Effekt ist nach Hans E. Suess (1909–1993) benannt und beschreibt den Einfluss der Industrialisierung auf den 14C-Gehalt in der Atmosphäre. Infolge der Industrialisierung wurden bzw. werden vermehrt fossile Brennstoffe (zunächst Kohle, später auch Erdöl und Erdgas) verwendet. Diese Stoffe enthalten (da tausende Halbwertszeiten alt) kein aus der Atmosphäre stammendes 14C mehr. Dadurch kann ein zu großes Alter der untersuchten Probe vorgetäuscht werden, denn bei der Verbrennung der fossilen Brennstoffe werden nur 12C und 13C (nicht radioaktiv) frei und verdünnen die Menge des radioaktiven 14C in der Atmosphäre. Durch die Verdünnung des 14C in der Atmosphäre kommt es zu einem verringerten Ausgangswert der 14C-Konzentration in den Organismen, der bei der Bestimmung des 14C-Alters berücksichtigt werden muss.
Dennoch kann Kohle – je nach Herkunft – extrem geringe aber dennoch messbare Mengen 14C enthalten, wenn in der geologischen Umgebung hinreichend Uran oder Thorium vorhanden ist. Der Mechanismus ist folgender: durch Spontanspaltung von Uran oder Thorium werden Neutronen frei; da Kohlenstoff ein ausgezeichneter Moderator ist, werden diese Neutronen so lange abgebremst, bis sie schließlich von einem Atomkern eingefangen werden; geschieht dieser Neutroneneinfang in 13C entsteht wiederum 14C. Die Menge so entstehenden 14C ist um Größenordnungen niedriger als jene in lebender oder in den letzten Jahrtausenden verstorbener organischer Materie, aber dennoch mit entsprechend sensibler Messtechnik nachweisbar. Allerdings kann auch Kontamination durch Mikroorganismen oder die Luft im Labor (die ja 14C-haltiges CO2 aufweist) ein entsprechend schwaches Signal an der Nachweisgrenze erzeugen. Kreationisten verwenden oft tatsächliche oder vermeintliche Nachweise von 14C in fossiler Kohle als Argument für ihre These, dass die Erde deutlich jünger sei als es die Wissenschaft nachgewiesen hat.

### Kernwaffeneffekt

^{14}C in der Atmosphäre.

Durch die Einsätze und atmosphärischen Tests von Kernwaffen zwischen 1945 und 1963 wurde die Menge an 14C in der Atmosphäre stark erhöht. Der Entstehungsmechanismus ähnelt dabei grundsätzlich dem natürlichen in der Hochatmosphäre – Neutronenstrahlung aus der nuklearen Explosion bewirkt eine (n,p)-Reaktion in atmosphärischem 14N. Bis heute ist das 14C/12C-Verhältnis noch nicht wieder auf den Wert von vor 1945 gesunken. Es gibt für jedes Jahr Referenzproben, und aufgrund der starken Schwankung können Proben auf ±1 Jahr genau datiert werden.
Die durch die Kernwaffenversuche verursachte massive lokale Erzeugung von 14C in der Atmosphäre konnte benutzt werden, um das zeitliche Verhalten und vor allem den räumlichen Transportprozess von 14C genau zu untersuchen. Damit konnte bestätigt werden, dass 14C sich in der Atmosphäre innerhalb kurzer Zeit weltweit homogenisiert. Somit wurde ein früheres Forschungsresultat von Ernest C. Anderson über die räumliche Homogenität des 14C in der Atmosphäre bestätigt. Diese Homogenität ist eine wichtige Voraussetzung für die Kalibrierung und Anwendung der 14C-Methode.

## Korrekturen der Messung

### Fraktionierung
Da die Isotope 12C, 13C und 14C unterschiedlich schwer sind, werden sie bei Transportprozessen und chemischen Umsetzungen geringfügig unterschiedlich leicht bewegt bzw. freigesetzt (Isotopenfraktionierung), so dass sich ihr Mischungsverhältnis ändert. Bei der Photosynthese z. B. wird dadurch das Verhältnis von 14C zu 12C in der Pflanze gegenüber der Luft verringert. Für das Verhältnis 13C zu 12C gilt das Gleiche, wobei hier der Effekt nur halb so groß ist. Aufgrund des hohen Anteils von 13C am Gesamtkohlenstoff von ca. 1 % lässt sich dieser Effekt beim 13C verhältnismäßig leicht messen, so dass anschließend der Effekt für 14C berechnet und bei der Altersbestimmung berücksichtigt werden kann.
Ein wichtiger Unterschied in der Isotopenfraktionierung besteht zum Beispiel zwischen C3-Pflanzen und C4-Pflanzen. Das Verhältnis 13C / 12C kann so auch anhand von Knochen beispielsweise wichtige Hinweise über die Ernährung liefern.

### Reservoireffekt und Hartwassereffekt
In bestimmten Fällen ist die Ausgangskonzentration des zu datierenden Objekts nicht diejenige der Atmosphäre, sondern die eines anderen größeren Kohlenstoffreservoirs. Von diesem Reservoireffekt sind meistens Systeme der Hydrosphäre betroffen, da festländische Kohlenstoffkreisläufe im Allgemeinen in gutem Austausch mit der Atmosphäre stehen.
In Meeren entstehen Reservoireffekte, da ein Großteil des Wassers in erheblichen Tiefen liegt und das dort enthaltene 14C zerfällt, ohne dass es im Austausch mit der Atmosphäre steht. Meerwasser hat deswegen eine niedrigere 14C-Konzentration als die Atmosphäre und Meerespflanzen und Fische werden aufgrund dieses Reservoireffekts typischerweise ca. 400 Jahre „zu alt“ datiert. Auch in der Antarktis frisch gefangene Fische würden auf mehrere hundert Jahre 14C-datiert, wenn man nicht berücksichtigen würde, dass sie über die Nahrungskette Kohlenstoff aus Wasser aufnehmen, das sich aus sehr alten Eismassen bildet.
Im Süßwasser treten verschiedene Reservoireffekte auf, durch den sich der 14C-Gehalt in untersuchten Proben verringert. Als einer der wichtigsten gilt der Hartwassereffekt. Dieser entsteht, wenn das Süßwasser sich teilweise aus älteren, also 14C-freien, Carbonaten des Untergrundes zusammensetzt und sich damit das Isotopenverhältnis im Gewässer verschiebt. Der 14C-Gehalt kann aber auch durch andere Stoffe (beispielsweise alten Torf) verringert werden, weswegen weiches Süßwasser keine Garantie für die Abwesenheit eines Reservoireffektes ist.

### Kontamination
Eine weitere Korrektur kann notwendig werden, wenn die gemessene Probe durch einen Stoff mit einem anderen Radiokohlenstoffalter verunreinigt wurde und diese Verunreinigung durch die Reinigungsprozeduren bei der Probenvorbereitung nicht vollständig beseitigt werden konnte. Je nach Ausmaß der Verunreinigung, liegt dann das gemessene Radiokohlenstoffalter zwischen dem Alter der Probe und dem Radiokohlenstoffalter des verunreinigenden Stoffs. Ist das Ausmaß der Kontamination bekannt, gilt für die Verschiebung des gemessenen Radiokohlenstoffalters zum wirklichen Alter der Probe folgende Formel:
{\displaystyle \Delta t=-{\frac {1}{{\lambda }_{14}}}\ln \left(1+{\frac {v}{100\,\%}}\left(e^{-{\lambda }_{14}\cdot (t_{V}-t_{P})}-1\right)\right)}
{\displaystyle v,t_{V},t_{P}} sind dabei die Verunreinigung in %, das Radiokohlenstoffalter der Verunreinigung beziehungsweise das Alter der Probe.
Besteht der Verdacht einer Kontamination, kennt man aber den genauen Umfang nicht, so kann eine Probe in mehrere Teilproben aufgeteilt und können an jeder Teilprobe unterschiedliche chemische Reinigungsprozeduren durchgeführt werden. Dies führt in der Regel dazu, dass eigentliches Probenmaterial und die eventuell vorhandene Kontamination unterschiedlich stark angegriffen werden und sich das Verhältnis der beiden in den einzelnen Teilproben unterschiedlich ändert. Eine Kontamination, die das Alter merklich verfälscht, macht sich dann in stark voneinander abweichenden Datierungen der Teilproben bemerkbar. Dies kann als Kriterium dienen, um auf die Zuverlässigkeit eines Radiokohlenstoffalters zu schließen.

## Kalibrierung
Das als Messergebnis eines konventionellen 14C- oder AMS-Labors erhaltene Rohdatum mit der zugehörigen Standardabweichung σ bezieht sich immer auf das Jahr 1950, was jedoch keinen kalendarischen Wert beinhaltet, weil es auf einer nicht der Wirklichkeit entsprechenden konstanten 14C-Entstehungsrate basiert.
Ende der 1950er Jahre stellten Wissenschaftler nämlich fest, dass die Produktion von 14C-Isotopen und damit der 14C-Gehalt der Atmosphäre im Verlauf der Erdgeschichte erheblichen Schwankungen unterworfen war und ist, was durch kurz- und langfristige Zyklen der Sonnenaktivität sowie Schwankungen des Erdmagnetfeldes verursacht wird.
Die für diese, auf 1950 bezogene, Rohdaten gebräuchliche übliche falsche Bezeichnung „BP“ kann wegen der naheliegenden Übersetzung „vor heute“ zu Missverständnissen führen.
Denn aus den dargestellten Gründen können 14C-Rohdaten zu Abweichungen von bis zu mehreren tausend Sonnenjahren führen und müssen daher berichtigt werden. Diese Umrechnung der 14C-Rohdaten wird als Kalibrierung bezeichnet und in der englischsprachigen Literatur als calBP angegeben. Zur weiteren Umrechnung in unsere allgemeine Zeitrechnung für wissenschaftlich eindeutige Vergleiche, besonders in der Archäologie und Vorgeschichte, müssen von der kalibrierten Angabe noch die 1950 Jahre abgezogen und mit kal. v. Chr. eindeutig bezeichnet werden (englisch „calBC“ für before Christ oder „BCE“ für before the Common Era) verwendet. Zu jeder dieser Angaben gehört die Streuungsangabe und ihre Größe (1 oder 2 σ), die oft auch bereits eingerechnet ist, wobei dann die ältere und jüngere Grenze angegeben wird, z. B. „5555-5247 kal. v. Chr.“

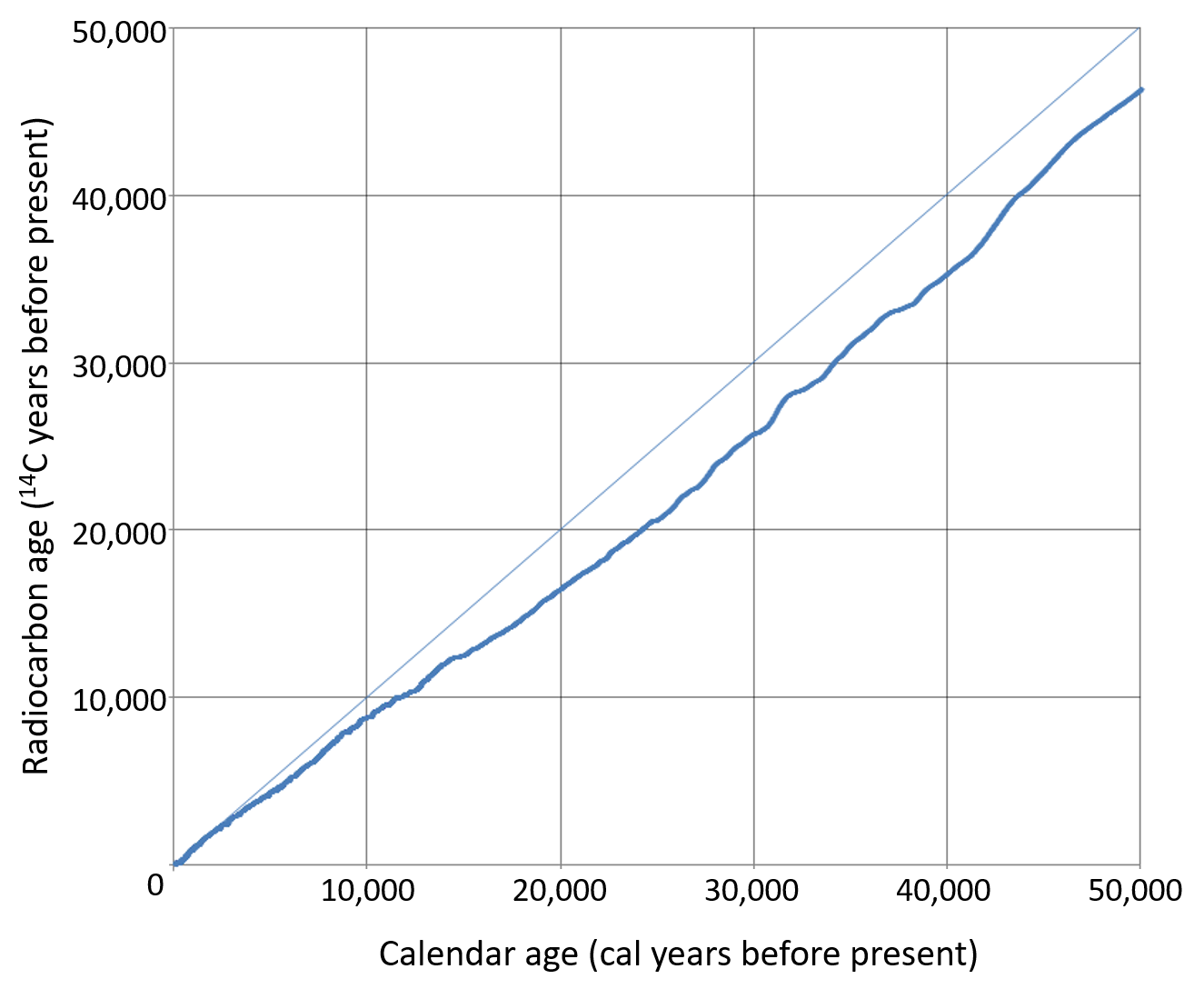
Aktuelle Kalibrierkurve der nördlichen Hemisphäre von INTCAL13. Es gibt separate Grafiken für die Kalibrierung für die Südhalbkugel und die Kalibrierung von Meeresdaten (Reservoireffekt).

Der aktuelle Stand wurde 2013 publiziert und im englischen Programm „OxCal“ eingearbeitet. Es liegt 2020 in der Version 4.4 vor.
Das Kölner Programm „CALPAL“ war vorbildlich eindeutig und leicht zu bedienen, blieb aber offenbar unverändert auf dem Stand von 2007.
Ein weiteres Programm gibt es vom Quaternary Isotope Lab der University of Washington.
Die Kalibrierung archäologischer Einzeldaten > 26.000 BP bis zu etwa 50.000 BP ist nach wie vor umstritten, da Kalibrierkurven nur einen gemittelten Wert der Abweichung von Sonnenjahren geben, der in Einzelfällen weit höher ausfallen kann. Als hochauflösender Bereich in Kalenderjahren wird auch bei der INTCAL13-Kurve nur der mittels Dendrochronologie abgesicherte Zeitbereich bis 12.594 cal BP angesehen.

### Kalibrierung durch Dendrokurven
In den frühen 1960er Jahren wurden erste Kalibrierkurven erstellt, die auf der Dendrochronologie besonders langlebiger Bäume, wie der Bristlecone-Pine und des Riesenmammutbaums, beruhten. Inzwischen konnte das System der Dendrochronologie auf viele Teile der Welt ausgedehnt werden. Die Bristlecone-Pines-Chronologie reicht inzwischen über 9.000 Jahre zurück. Der Hohenheimer Jahrringkalender reicht lückenlos bis ins Jahr 10.461 v. Chr. zurück, also in die Jüngere Dryas (Stand 2004). Die ostmediterrane Kurve umfasst den Zeitraum bis 1.800 v. Chr.
Kalibrierkurve

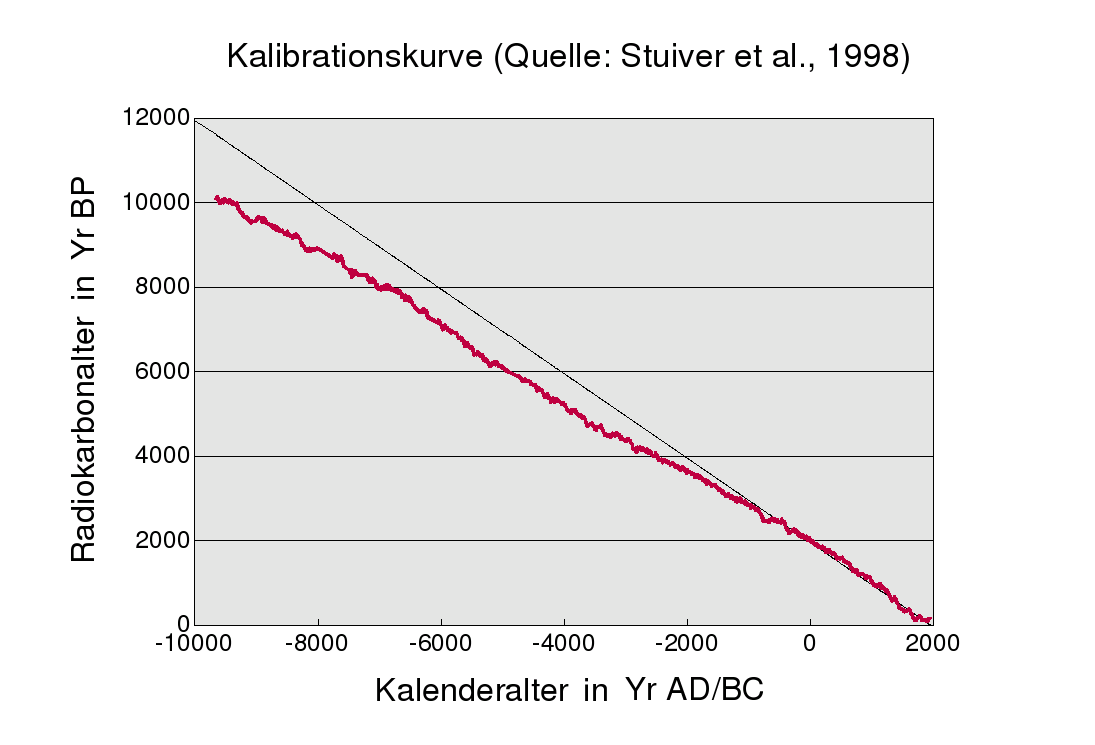
Abhängigkeit zwischen Radiokohlenstoffalter und dem durch Dendrochronologie bestimmten Alter (Kalenderalter) der vergangenen 12.000 Jahre (Yr = Alter in Jahren) (nach Stuiver, 1998)

Aus den Labordaten ergibt sich zunächst das („konventionelle“) 14C-Alter B. P. (before = vor, present = standardisiert auf 1950) einschließlich der zugehörigen Standardunsicherheit. Daraus kann mit Hilfe der beschriebenen Kalibrierungsverfahren das kalibrierte Kalenderalter in cal B. P. mit weiterer Streuungsangabe ermittelt werden, daraus anschließend die kalendarische Zeitspanne v. Chr. (BC) oder n. Chr. (AD = Anno Domini).
Verläuft die Kalibrierkurve über einen längeren Abschnitt flach (man spricht dann von einem Plateau), führt das dazu, dass Knochen oder Holzkohle, deren Entstehung mehrere hundert Jahre auseinander liegen, dasselbe konventionelle 14C-Alter aufweisen. Das ist zum Beispiel bei dem Bandkeramischen Plateau zwischen 5500 und 5200 BC cal der Fall, dann wieder in den Bereichen 3100–2900, 2850–2650 und 2600–2480 BC (Endneolithisches Plateau).
Inzwischen werden die Schwankungen der Kalibrierkurve auch verwendet, um 14C-Datierungen zu präzisieren, z. B. durch das von Bernhard Weninger von der Universität Köln entwickelte „Wiggle-matching“. Das ist möglich, wenn präzise Daten vorliegen, deren relative Abfolge durch unabhängige Quellen, etwa der Stratigrafie eines archäologischen Fundortes belegt sind. Damit kann entschieden werden, in welchen Abschnitt der Kalibrierkurve diese Daten am besten hinein passen.

### Kalibrierung mit Warven
Zunehmend spielt die Kalibrierung mittels Warvenchronologie (Bändertondatierung) eine Rolle, da diese den hoch auflösenden Bereich jährlicher Wachstumsereignisse weit über die Archive aus Baumringdaten erweitern lässt. Die 2012 aus dem japanischen Suigetsu-See publizierte Warvenchronologie reicht 53.000 Jahre zurück und ist damit das weltweit bisher längste bekannte Archiv mit gewarvten Seesedimenten. Die damit wesentlich verbesserte Kalibrierung von Daten, die älter als 11.200 14C-Jahre sind, wurde in derselben Ausgabe von Science erstmals publiziert.

## Forschungsgeschichte
Die Möglichkeit, durch Messung von 14C zu datieren, wurde erstmals 1949 durch die von J. R. Arnold und W. F. Libby publizierte „Curve of Knowns“ gezeigt, in der anhand von verschiedenen Proben bekannten Alters die inverse Abhängigkeit des 14C-Gehalts vom Alter der jeweiligen Probe gezeigt wurde. Bis dahin standen vor allem messtechnische Probleme im Vordergrund, insbesondere die Unterscheidung des relativ schwachen Signals aus dem radioaktiven Zerfall des 14C vom Hintergrund-Signal der Umgebungsradioaktivität.
In der Folgezeit wurden einige Voraussetzungen für die zuverlässige Datierung mittels Radiokarbondatierung überprüft. So konnte die Annahme bestätigt werden, dass das 14C/12C-Verhältnis in der globalen Atmosphäre räumlich hinreichend homogen ist bzw. schlimmstenfalls zu lokalen Abweichungen führt, die in der Größenordnung der sonstigen Messgenauigkeit der Radiokarbondatierung liegen. Spätestens mit den Arbeiten von Suess und deVries wurde jedoch klar, dass das 14C/12C-Verhältnis zeitlichen Schwankungen unterliegt, die bei einer genauen Radiokarbondatierung berücksichtigt werden müssen.
Dies führte seit Beginn der 1960er-Jahre zur Entwicklung von Kalibrationskurven, die sich zunächst auf Dendrochronologien von langlebigen Riesenmammutbäumen und Bristlecone Pines stützten. Spätere Präzisions-Kalibrationskurven wurden mit Hilfe von Dendrochronologien von kurzlebigeren Bäumen wie dem Hohenheimer Jahrringkalender aufgestellt. Neben Dendrochronologien wurden später zunehmend auch andere unabhängige Methoden (Messungen an Korallen, Eisbohrkernen, Sedimentschichten, Stalagmiten) verwendet, um die auf der Dendrochronologie basierenden Kalibrationskurven zu überprüfen und zu verlängern. Dies führte zu der 2004 veröffentlichten Kalibrationskurve INTCAL04, die bis 26.000 BP zurückreicht.
Ein weiterer Meilenstein war die Anwendung der Beschleuniger-Massenspektrometrie (AMS) für die Radiokarbondatierung durch Harry Gove im Jahr 1977. Damit konnte die Radiokarbondatierung an viel kleineren Probenmengen durchgeführt werden als bei der Zählrohrmethode.
Im August 2020 wurden in der Fachzeitschrift Radiocarbon für das Festland und für die Ozeane aktualisierte Kalibrationskurven veröffentlicht.

## Weitere Anwendungen
Die Radiokarbonmethode wird auch benutzt, um Transportwege und Transportmechanismen von Pflanzeninhaltsstoffen zu messen. Dazu begast man die Pflanzen mit CO2, das aus Erdöl, Erdgas oder Erdgasbohrungen gewonnen wurde und daher keine nachweisbaren Mengen des Isotops 14C mehr enthält. Das Isotopenverhältnis dient dann ähnlich einem Tracer als Indikator. Im Zuge der Photosynthese bauen die Pflanzen damit Inhaltsstoffe auf, die mittels Szintillationsspektrometrie in den verschiedenen Pflanzenteilen untersucht werden (damit können geringere Spuren als bei Messung mit CO2-Sensoren detektiert werden). Beispielsweise wurden damit Pflanzen-Exsudate und deren Einflüsse auf die Wurzelatmung und Bodenatmung bestimmt.
Seit dem 1. Januar 2015 gilt die sogenannte Treibhausgas-Quote, die die Mineralölindustrie verpflichtet, den Treibhausgasausstoß der Kraftstoffe zu senken. Um diese Minderung des Treibhausgas-Ausstoßes zu erreichen, nutzt die Mineralölindustrie Biokraftstoffe. Um den Bio-Anteil dieser Kraftstoffe nachzuweisen, wird ebenfalls die Radiokarbonmethode verwendet. Während der fossile Anteil der Kraftstoffe keine nachweisbaren Mengen des Isotops 14C mehr enthält, enthält der Bioanteil einen Anteil entsprechend dem aktuellen Gehalt von 14C in der Atmosphäre. Durch Messung mit dem AMS-Verfahren und entsprechende Berechnung kann der Bio-Anteil bestimmt werden.

### Bücher
- Hans Mommsen: Archäometrie. Neuere naturwissenschaftliche Methoden und Erfolge in der Archäologie. Teubner, Stuttgart 1986, ISBN 3-519-02654-6.
- Roman Laussermayer: Meta-Physik der Radiokarbon-Datierung des Turiner Grabtuches. Kritische Analyse und neue Deutung der Datierungsergebnisse. VWF, Berlin 2000, ISBN 3-89700-263-9.
- A. J. Shortland & C. Bronk Ramsey (Hrsg.): Radiocarbon and the Chronologies of Ancient Egypt. Oxbow Books, Oxford, UK, 2013, ISBN 978-1-84217-522-4, (Inhaltsverzeichnis).
- Mebus A. Geyh: Die Anwendung der 14C-Methode.  Clausthaler Tektonische Hefte, 11, EPV Clausthal-Zellerfeld 1971 (pdf 6 MB).
- R. Wauchope: Implications of radiocarbon dates, From Middle and South America. Tulane University, New Orleans 1954.

### Aufsätze
- Lloyd A. Currie: The remarkable metrological history of radiocarbon dating [II]. In: Journal of Research of the National Institute of Standards and Technology. 109, 3, 2004, doi:10.6028/jres.109.013.
- Michael Friedrich, Sabine Remmele, Bernd Kromer, Jutta Hofmann, Marco Spurk, Klaus Felix Kaiser, Christian Orcel, Manfred Küppers: The 12,460-Year Hohenheim Oak and Pine Tree-Ring Chronology from Central Europe. A Unique Annual Record for Radiocarbon Calibration and Paleoenvironment Reconstructions. In: Radiocarbon. 46, 3, 2004, S. 1111–1122, online.
- Olaf Höckmann: Zur Problematik der Anwendung naturwissenschaftlicher Datierungsmethoden in der Archäologie. In: Hans-Günter Buchholz (Hrsg.): Ägäische Bronzezeit. Wissenschaftliche Buchgesellschaft, Darmstadt 1987, ISBN 3-534-07028-3, S. 29–52.
- Paul Mellars: A new radiocarbon revolution and the dispersal of modern humans in Eurasia. In: Nature. 439, 2006, doi:10.1038/nature04521.
- Gerhard Morgenroth: Radiokarbon-Datierung. Xerxes’ falsche Tochter. In: Physik in unserer Zeit. 34, 1, 2003, doi:10.1002/piuz.200390008.
- Minze Stuiver, Henry A. Polach: Discussion: Reporting of 14C Data. In: Radiocarbon. 19, 3, 1977, S. 355–363, Digitalisat (PDF; 125 kB) (Memento vom 16. Juli 2007 im Internet Archive).